# Lupinus spectabilis
Lupinus spectabilis là một loài thực vật có hoa trong họ Đậu. Loài này được Hoover miêu tả khoa học đầu tiên.

## Hình ảnh

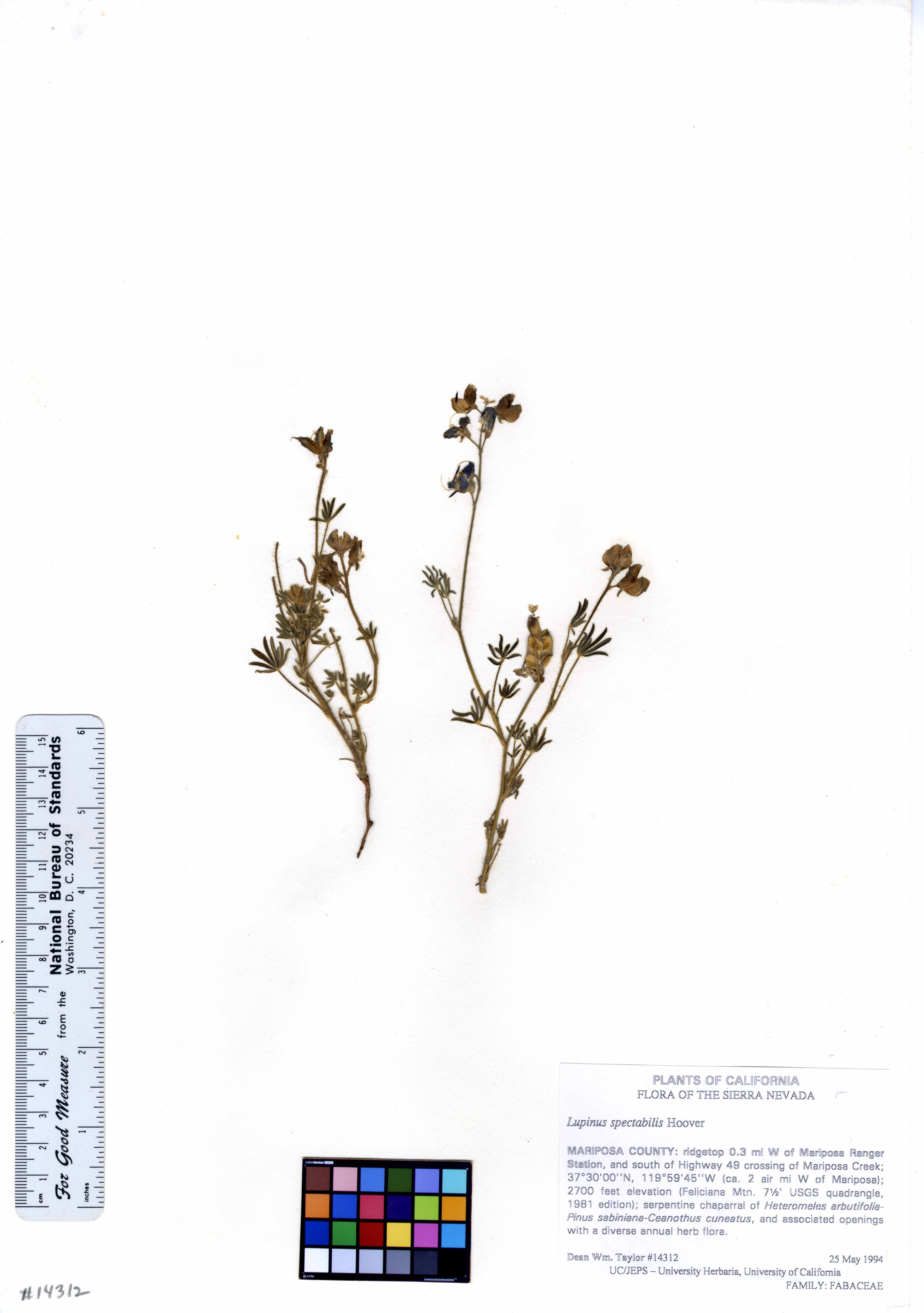